# 亚历山德罗夫卡-顿斯卡亚农村居民点
亚历山德罗夫卡-顿斯卡亚农村居民点（俄语：Александро-Донское сельское поселение）是俄罗斯联邦沃罗涅日州巴甫洛夫斯克区所属的一个农村居民点。其下辖有6个居民点，行政中心为亚历山德罗夫卡-顿斯卡亚。据2016年统计，该农村居民点的人口为3139人。